# つるばむ
『つるばむ』は、つるの剛士の3枚目のアルバムで、初のオリジナルアルバムである。2010年10月20日にポニーキャニオンから発売された。
3rdシングル「シュガーバイン/Two weeks to death」（アルバム未収録）と同日発売である。

## 概要
2009年4月にカバーアルバム『つるのうた』でソロデビューしたつるの剛士の、初のオリジナルアルバム。アルバムタイトルは「つるの剛士の元気が出る、泣ける、感動する……1stオリジナルアルバム」の略。
カバーを歌うことで日本の音楽への理解が深まったこと、いろいろなアーティストと関わりが持てたことなどから、「本当だったらオリジナルとカバーを出す順番が逆だと思うけど、この順番は大正解だった」と語っている。収録候補曲は50曲を超え、「アコギ1本で歌えるもの」を基準に選曲された。カバーアルバムで多く披露したバラードのほか、自身が（羞恥心としてのCDデビュー）以前からやってきたロックの部分を出した「カタログ的なアルバム」を自負している。
シングル「メダリスト」を含めて計4曲の作詞をしている。「メダリスト」「正直者」「伝えたいこと」は、「バンドサウンドだったり、応援歌となると自分の言葉でないと歌えなくて」と、出来上がっていた歌詞に対し自ら書き直しを懇願した。
CD onlyとCD+DVDの2種形態での発売で、ジャケット写真の仕様は異なる。ジャケット・ブックレットのグラフィックに使われているモンキーは私物である。

## 収録曲
1. メダリスト
  - 作詞：つるの剛士、作曲：藤本貴則、編曲：鈴木Daichi秀行

2ndシングル。
フジテレビ系『柔道世界選手権2010 東京』テーマソング。
2. 正直者
  - 作詞：つるの剛士 / 松原さらり、作曲：南田健吾、編曲：井出泰彰 / 南田健吾

新学社「全家研ポピー」CMソング。
3. ありのまま
  - 作詞・作曲：O-live、編曲：tasuku
4. Love Letter
  - 作詞・作曲：岸谷香、編曲：鎌田雅人

1stシングル（両A面）。
岸谷がエレクトリック・シタールの演奏で参加。
5. 会いたくて
  - 作詞：yoko、作曲：KEN for 2 SOUL MUSIC Inc.、編曲：2 SOUL for 2 SOUL MUSIC Inc.
6. 夏のわすれもの feat. 東京スカパラダイスオーケストラ
  - 作詞：谷中敦、作曲：沖祐市、編曲：東京スカパラダイスオーケストラ

1stシングル（両A面）。
日本テレビ系『スッキリ!!』6月テーマソング。
『レコチョク』CMソング。
7. はやぶさ
  - 作詞：つるの剛士、作曲：山田竜平、編曲：鈴木Daichi秀行

テレビ朝日系『やじうまテレビ!』テーマソング。
小惑星探査機はやぶさのニュースを見て歌にしたいと思い、歌詞を一日で書き上げた[2]。
8. 伝えたいこと
  - 作詞：つるの剛士 / 山田竜平、作曲：山田竜平、編曲：tasuku
9. オレンジ
  - 作詞・作曲：杉山勝彦、編曲：tasuku
10. オメデトウ feat. KOHEI JAPAN
  - 作詞・作曲・編曲：kohei sakama

自身がナレーションを担当する映画『うまれる』（2010年11月6日公開）の主題歌。同作のサウンドトラック『映画「うまれる」サウンドトラック』にも収録[7]。
11. 大きな夢 小さな声
  - 作詞・作曲・編曲：KAN

KANは管弦楽団の指揮、チェレスタの演奏でも参加[4][8]。ピアノは塩谷哲。
12. 新しい明日へ
  - 作詞：遠藤幸三、作曲・編曲：真崎修

2ndシングルカップリング。
日本テレビ系『TheサンデーNEXT』エンディングテーマ。
13. 死ぬまで夢を見る男
  - 作詞・作曲：真島昌利、編曲：久保田光太郎

## DVD
- つるロックフェス2010ダイジェスト映像

2010年8月11日に逗子マリーナで行われたつるの主催の音楽イベント『つるロックフェスティバル2010』の映像。アルバムにも参加している東京スカパラダイスオーケストラ、KOHEI JAPANのほか、THE BOOMなどが出演。フェス出演者全員で披露した「風になりたい」などが収録されている。
- 「シュガーバイン」特別映像

「シュガーバイン」レコーディング風景映像（ワンコーラス分の長さ）。the pillowsが出演。